# ATV Haltern

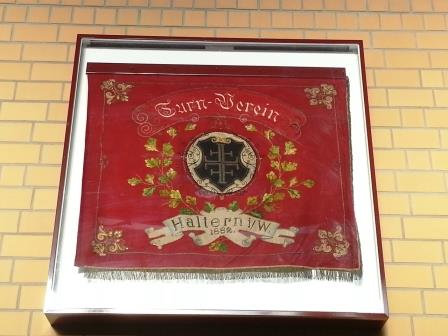
Fahne von 1896 des TV Haltern in der Sporthalle der Freiherr von Eichendorff Schule

Der Alte Turnverein Haltern von 1882 ist ein Sportverein aus Haltern am See, der Breiten-, Fitness-, Senioren und Leistungssport durchführt. Neben Indiaca, wo der Verein zur Weltspitze gehört, bietet der Verein auch noch Volleyball, Badminton, Turnen, Basketball und Radsport an.

## Geschichte
Am 22. Oktober 1882 fand im Kolkschem Saal die Gründungsversammlung des TV Haltern statt. Fünfzehn Männer wagten es, die turnerischen Ideen des Turnvater Jahn in die Tat umzusetzen. Tage später, am 1. November 1882 riefen bereits 30 Männer – Frauen waren nicht zugelassen – auch die Turnerfeuerwehr ins Leben. In beiden Versammlungen und bis zu seinem Tode (17. November 1904) war Carl Schregel die treibende Kraft des turnerischen Grundgedanken. Als Nachfolger wurde 1904 Herrmann Backmann gewählt. Die Familie Backmann war lange Jahre sehr aktiv im TV Haltern. Adorf Backmann führte den Verein von 1924 bis 1929 und Olf Backmann von 1951 bis 1968. Zwischenzeitlich saßen Paul Priebs (1909–14) und Clemens Sebbel (1929–35) dem TV vor.

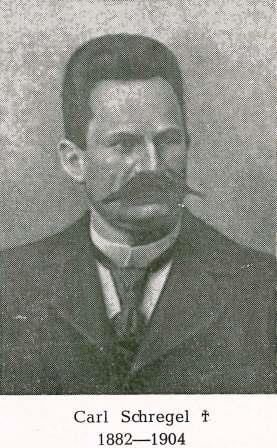
Gründungsvorsitzender des TV Haltern und der Turnerfeuerwehr
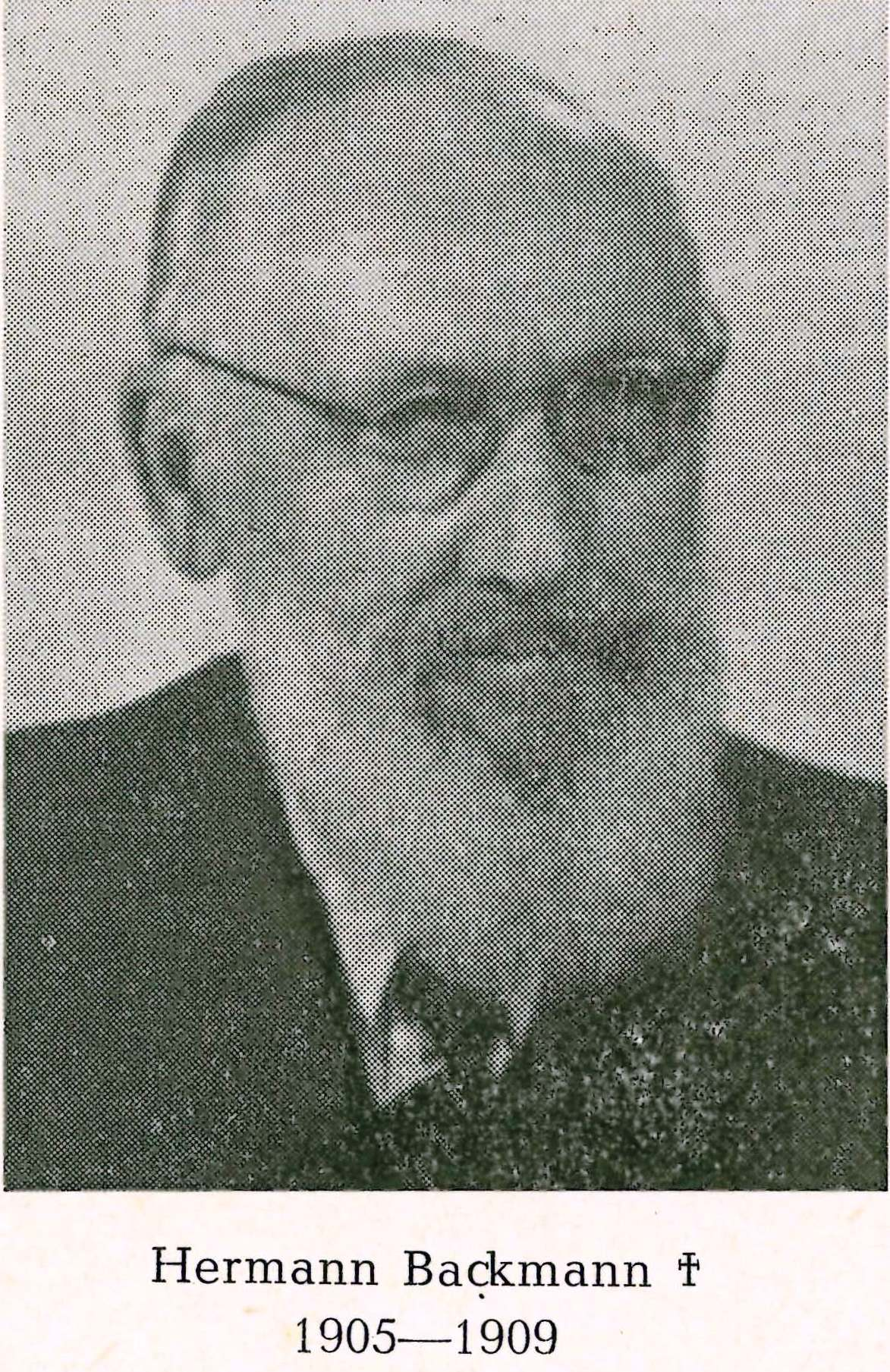
Vorsitzender TV Haltern, Herrmann Backmann, 1904–1909
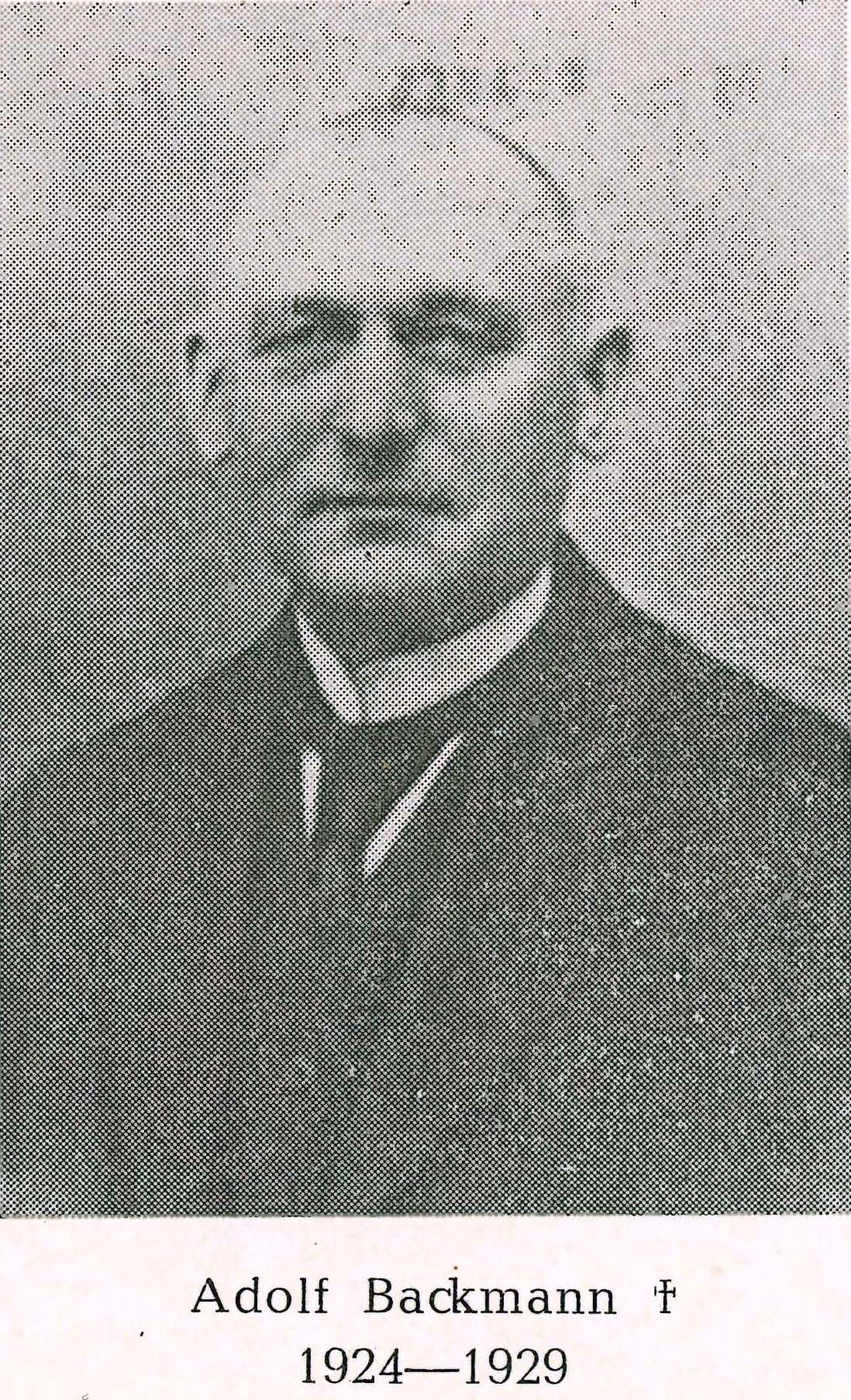
Vorsitzender des TV Haltern, Adolf Backmann von 1924 bis 1929

Die Geschichte des ATV Haltern ist eng mit der Geschichte der Freiwilligen Feuerwehr Haltern und dem Turn- und Sportvereins Haltern von 1882 e.V. verbunden.
So fand nach ca. zwanzigjährigen gemeinsamen Miteinander, die Eigenständigkeitsgründung der Freiwilligen Feuerwehr Haltern am 1. Oktober 1903 statt. Die Aufgabengebiete und Satzungsziele waren doch so unterschiedlich, dass eine Lösung der Feuerwehr vom TV Haltern sinnvoll erschien.
Integration und Nebeneinander war schon immer eines der Stärken der Turnerschaft gemäß dem Motto „frisch, fromm, fröhlich, frei“. So bildeten sich im Laufe der Jahre Gruppen, die mit Sportarten wie Leichtathletik, Schwimmen und Fußball die auch im TV eine erste Heimat fanden. Die Turnerschaft wuchs in diesen Jahren nach dem Ersten Weltkrieg nennenswert auf ca. 350 Mitglieder. Inzwischen waren die Frauen integraler Bestandteil der Turner. Aus dieser Schaffenszeit erwuchs 1929–30 in Eigenarbeit der Turner die Jahnhalle am Lippspieker. Eine kurze Zeit war den Turnern vergönnt, dieses Mammutprojekt zu nutzen.

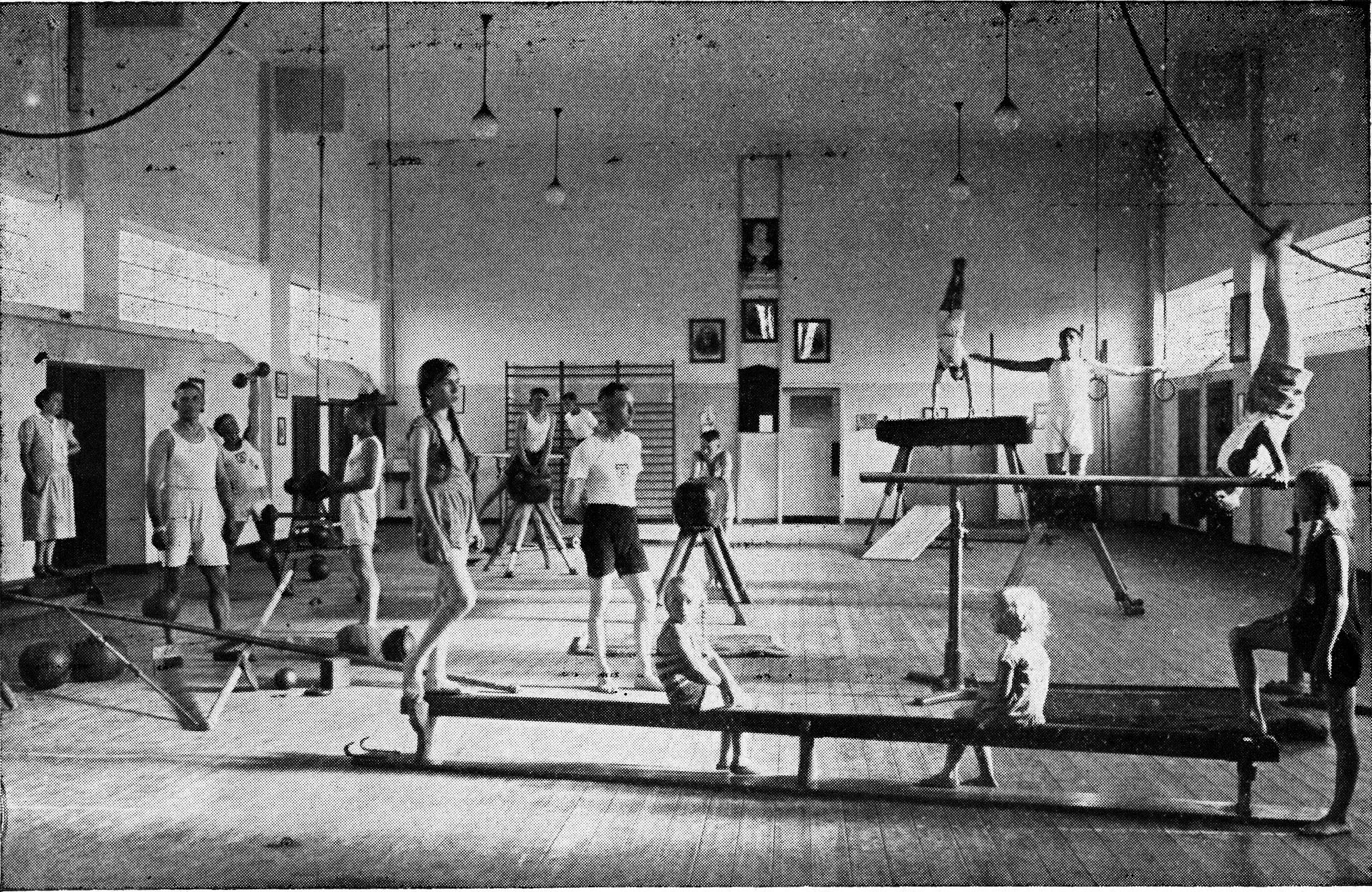
Vereinsleben in 1930 des TV Haltern in der vereinseigenen Jahnhalle am Lippspieker

Ab 1933 warf der Nationalsozialismus seine Schatten voraus. So wurde dem damaligen Vorsitzenden Clemmens Sebbel ab 1. Januar 1934 die Führung des TV Haltern politisch untersagt. Im Jahr 1937 werden alle Halterner Sportvereine unter dem Namen Turn- und Sportverein Haltern von 1882 vom NS Reichsbund für Leibesübungen zwangshaft zusammengeschlossen. Die Jahnhalle wurde im Krieg einer anderen Nutzung zugeführt.
Nachdem die Alliierte Militärgesetzgebung eine Vereinsbildung nach dem Zweiten Weltkrieg bis 1950 nicht zuließ, war eine Rückführung des Status quo von 1933 nicht möglich. Erst durch die Gründung des DTB von 1950 u. a. in der Paulskirche zu Frankfurt, war eine freie Willensbildung rechtlich wieder gegeben. So wurde am 30. November 1951 der TV Haltern von 1882 mit dem Zusatz „alter“, wiedergegründet.
Nach einem Namensstreit mit dem TuS Haltern durfte der TV sich nun Alter Turnverein Haltern von 1882 nennen. Streitpunkt war insbesondere der Zusatz „von 1882“. Diese Streitigkeiten wurden bis 1982 beigelegt, so dass alle drei Vereine zusammen ihr einhundertstes Jubiläum in der Halterner Innenstadt feierten. 2007 wurde auch das 125-jährige Bestehen zusammen gefeiert.

## Mitglieder
Derzeit hat der Verein über 2500 Mitglieder und ist somit größter Sportverein in Haltern am See.

## Fahne
Auf dem 12. Stiftungsfest der Turner-Feuerwehr im Jahre 1896 wurde die Fahnenweihe der Turnabteilung durchgeführt.

## Erfolge
- Deutsche Meisterschaft Indiaca-Damen: 2006, 2007, 2008
- Vereinsweltmeister (Team-Worldcup) Indiaca-Damen: 2007

In Estland setzten sich die Indiaca-Damen gegen den estnischen Landesmeister Elioni Spordiklubi mit 2:0 nach Sätzen durch.
Auf Jugendebene sind neben den Indiaca-Mädchen auch die Volleyballerinnen nationale Spitze.
Die 1. Herrenmannschaft der Basketballer des ATV Haltern schaffte 2010 den Aufstieg in die Landesliga.
2016 gewann der ATV Haltern den Badminton Flora Cup in Elmshorn.